# Llista dels majors telescopis reflectors
Aquesta és una llista dels majors telescopis reflectors óptics ordenats per diàmetre del mirall principal.

Ubicació dels majors telescopis.

| Nom                                     | Diàmetre | País                                                                  | Lloc                            | Any de construcció |
| --------------------------------------- | -------- | --------------------------------------------------------------------- | ------------------------------- | ------------------ |
| Gran Telescopi Canàries (GTC)           | 10.4 m   | Espanya                                                               | La Palma, Canàries              | 2007               |
| Keck 1                                  | 9.8 m    | Estats Units                                                          | Mauna Kea, Hawaii               | 1993               |
| Keck 2                                  | 9.8 m    | Estats Units                                                          | Mauna Kea, Hawaii               | 1996               |
| Southern African Large Telescope (SALT) | 9.5 m    | Sud-àfrica, Estats Units, Regne Unit, Alemanya, Polònia, Nova Zelanda | Sutherland, Sud-àfrica          | 2005               |
| Hobby-Eberly Telescope (HEB)            | 9.2 m    | Estats Units, Alemanya                                                | Mt Fowlkes, Texas               | 1997               |
| Large Binocular Telescope (LBT)         | 2x8.4 m  | Itàlia, Estats Units, Alemanya                                        | Mt Graham, Arizona              | 2004               |
| Subaru Telescope (NLT)                  | 8.3 m    | Japó                                                                  | Mauna Kea, Hawaii               | 1999               |
| VLT 1 (Antu)                            | 8.2 m    | Països de l'ESO, Xile                                                 | Cerro Paranal, Xile             | 1998               |
| VLT 2 (Kueyen)                          | 8.2 m    | Països de l'ESO, Xile                                                 | Cerro Paranal, Xile             | 1999               |
| VLT 3 (Melipal)                         | 8.2 m    | Països de l'ESO, Xile                                                 | Cerro Paranal, Xile             | 2000               |
| VLT 4 (Yepun)                           | 8.2 m    | Països de l'ESO, Xile                                                 | Cerro Paranal, Xile             | 2001               |
| Gemini North                            | 8.1 m    | Estats Units, Regne Unit, Canadà, Argentina, Xile, Austràlia, Brasil  | Mauna Kea, Hawaii               | 1999               |
| Gemini South                            | 8.1 m    | Estats Units, Regne Unit, Canadà, Argentina, Xile, Austràlia, Brasil  | Cerro Pachón, Xile              | 2001               |
| Multiple Mirror Telescope (MMT)         | 6.5 m    | Estats Units,                                                         | Mt Hopkins, Arizona             | 1999               |
| Magellan 1 (Walter Baade)               | 6.5 m    | Estats Units, Xile                                                    | Las Campanas, Xile              | 2000               |
| Magellan 2 (Landon Clay)                | 6.5 m    | Estats Units, Xile                                                    | Las Campanas, Xile              | 2002               |
| BTA-6                                   | 6 m      | Rússia                                                                | Mt Pastoukhov, Caucas           | 1976               |
| LZT                                     | 6 m      | Canadà, França                                                        | Maple Ridge, Colúmbia Britànica | 2003               |
| Hale Telescope                          | 5 m      | Estats Units                                                          | Mt Palomar, Califòrnia          | 1948               |
| Telescopio William Herschel             | 4.2 m    | Regne Unit, Països Baixos, Espanya                                    | La Palma, Canàries              | 1987               |
| SOAR                                    | 4.2 m    | Estats Units, Xile, Brasil                                            | Cerro Pachón, Xile              | 2002               |
| CTIO (Victor Blanco)                    | 4 m      | Estats Units, Xile                                                    | Cerro Tololo, Xile              | 1976               |